# Dunkler Kielschnegel
Der Dunkle Kielschnegel (Milax gagates), auch Dunkle Kielnacktschnecke, ist eine Nacktschnecke aus der Familie der Kielschnegel (Milacidae) in der Unterordnung der Landlungenschnecken (Stylommatophora).

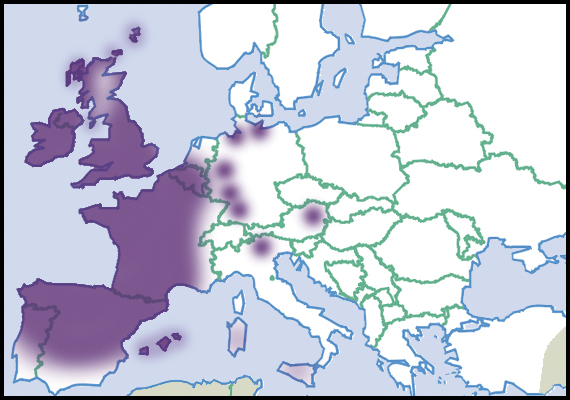
Verbreitung des Dunklen Kielschnegels in Europa (nach Welter-Schultes, 2012)

## Merkmale
Der Körper des Dunklen Kielschnegels erreicht im ausgestreckten Zustand eine Länge von 5 bis 6 cm. In konservierten Zustand schrumpft der Körper stark (25 bis 30 mm lang, 6 bis 8 mm breit). Erwachsene Tiere sind meist dunkelgrau oder schwarz. Es gibt auch hellere Farbvarianten oder auch leicht bräunliche Formen. Die Körperfarbe wird zur Fußsohle hin heller. Der Mantel nimmt etwa 35–40 % der Körperlänge im ausgestreckten Zustand ein. Der Kiel ist sehr deutlich ausgebildet und am Hinterende abgestutzt. Der Kiel und die Atemöffnung haben meist die Körperfarbe, der Kiel kann manchmal auch etwas heller sein oder leicht bräunlich. Zwischen Kiel und Atemöffnung sind 16 bis 17 Gruben vorhanden. Auf den Seiten sind ungefähr 14 Längsreihen mit Runzeln auf jeder Seite ausgebildet, die jeweils etwas matter gefärbt sind. Die Runzeln sind jedoch vergleichsweise schwach ausgebildet. Die Sohle weist in Längsrichtung dunklere Randzonen und eine weißliche Mittelzone auf, der Sohlenschleim farblos oder weißlich.
Der kurze Samenleiter (Vas deferens) mündet etwas asymmetrisch in den vergleichsweise sehr dicken Epiphallus. Samenleiter und Epiphallus sind etwa gleich lang. Er ist etwa doppelt so lang wie der Penis und nimmt zum Übergang zum Penis hin deutlich an Dicke ab. Der Penis ist durch eine sehr starke Zunahme in der Dicke markiert sowie durch den Ansatz des Penisretraktormuskel am Übergangsbereich. Der Stimulator ist hoch-konisch, am Ende fast gespitzt und seitlich etwas abgelacht. Er ist im Wesentlichen glatt an der Oberfläche mit einigen wenigen Papillen am gespitzten Ende. Der freie Eileiter (Ovidukt) und die Vagina sind sehr kurz. Die Spermathek hat einen sehr kurzen dicken Stiel und eine längliche, große dicke Blase. Das Atrium ist kurz und ist gegenüber der Vagina eher etwas eingeengt. Die büscheligen akzessorischen Drüsen sind lang und im unteren Teil röhrenförmig-dünn und verwickelt, im distalen Teil knollig verdickt. Sie sitzen im unteren Bereich der Vagina und münden in diese ein. 

## Ähnliche Arten
Der Dunkle Kielschnegel ist rein äußerlich nicht sicher vom Schwarzen Kielschnegel (Milax nigricans) zu unterscheiden. Eine sichere Bestimmung lässt nur die Untersuchung des Genitaltraktes zu. Der Stimulator des Schwarzen Kielschnegels (Milax nigricans) hat (deutlich mehr) Papillen an der Basis und nicht am freien Ende. Milax ater aus Nordafrika besitzt einen Stimulator ganz ohne Papillen bzw. hat nur einige Fortsätze am freien Ende. Im Durchschnitt ist der Schwarze Kielschnegel (Milax nigricans) etwas größer, der Mantel ist etwas kleiner (im Verhältnis zur Gesamtlänge), der Körper etwas heller und die Sohle ist einfarbig. 

## Geographische Verbreitung und Lebensraum
Das ursprüngliche Verbreitungsgebiet war vermutlich das westliche Mediterrangebiet einschließlich Südfrankreich sowie Nordafrika und vielleicht auch die Kanarischen Inseln. Die Art ist heute nahezu weltweit verschleppt, so nach Australien, Südamerika, Nordamerika (z. B. Mexiko, Kalifornien), Tasmanien, Neuseeland, Japan, einigen pazifischen Inseln (z. B. Hawaii, Rapa Nui, Juan-Fernández-Inseln), Südafrika, Sri Lanka und einigen atlantischen Inseln (z. B. Bermuda, St. Helena). In Europa dehnt die Art ihr Verbreitungsgebiet vor allem nach Norden aus. Sie ist in den Küstenbereich von Westfrankreich, Belgien und den Niederlanden sowie den Britischen Inseln fest etabliert. Nach Vollrath Wiese kommt die Art in Deutschland gelegentlich im Kulturland vor, ist aber noch nicht fest etabliert.
In den ursprünglichen Verbreitungsgebieten leben die Tiere in Wäldern und Buschland, naturbelassenen Wiesen, bevorzugt in Gewässernähe auch in Küstennähe. Ansonsten kommt der Dunkle Kielschnegel durch die Verschleppung mit Pflanzen überwiegend im Kulturland vor.

## Lebensweise und Fortpflanzung
Die Tiere verstecken sich tagsüber unter Steinen, unter feuchter Laubstreu und Erdspalten oder -höhlen. Sie ernähren sich von frischem Pflanzenmaterial und können bei starker Vermehrung auch als Schädlinge im Garten und Gemüseanbau wahrgenommen werden, besonders an Wurzel- und Knollengemüsen (z. B. Karotten, Kartoffeln).
Auf den Britischen Inseln finden die Kopulationen von Frühjahr bis Herbst statt. Die beiden Partner umschlingen sich dabei sehr eng, sodass die Genitalien nicht nach außen gestülpt werden. Selbstbefruchtung ist möglich. Nach Beobachtungen unter Laborbedingungen werden die ersten Eier 5 bis 15 Tage nach der Kopulation abgelegt. Die Eier messen etwa 2 mm in Länge und 1,5 mm im Durchmesser. Gelegentlich kommen auch noch größere Eier bis 3 mm vor. Nach Beobachtungen in Frankreich werden die Eier im Oktober abgelegt. Ein Gelege enthält bis zu 15 Eier, insgesamt kann ein Individuum bis zu 100 Eier ablegen. 15 bis 30 Tage nach der letzten Eiablage sterben die Tiere. Die Jungtiere schlüpfen nach 25 bis 40 Tagen mit einer Länge von 4 mm. Die Geschlechtsreife wird unter natürlichen Bedingungen nach 18 bis 20 Monaten erreicht. Unter optimalen Laborbedingungen kann die Geschlechtsreife aber schon nach 4 bis 5 Monaten erreicht sein, 

## Taxonomie
Das Taxon wurde 1801 von Jacques Philippe Raymond Draparnaud aufgestellt. Limax gagates Draparnaud, 1801 ist die Typusart der Gattung Milax Gray, 1855. Gattung und Art sind allgemein anerkannt. Die Art ist oft mit dem Schwarzen Kielschnegel (Milax nigricans) verwechselt worden. Die Literaturangaben zur geographischen Verbreitung dieser Art sind daher oft unzuverlässig. Eine sichere Bestimmung der beiden Arten ist nur durch die Untersuchung des Stimulators möglich. 

## Gefährdung
Da der Dunkle Kielschnegel keine in Deutschland heimische Tierart ist, ist sie in der Roten Liste von Deutschland nicht bewertet.

## Online
- AnimalBase: Milax gagates (Draparnaud, 1801)